# Hywel ab Owain

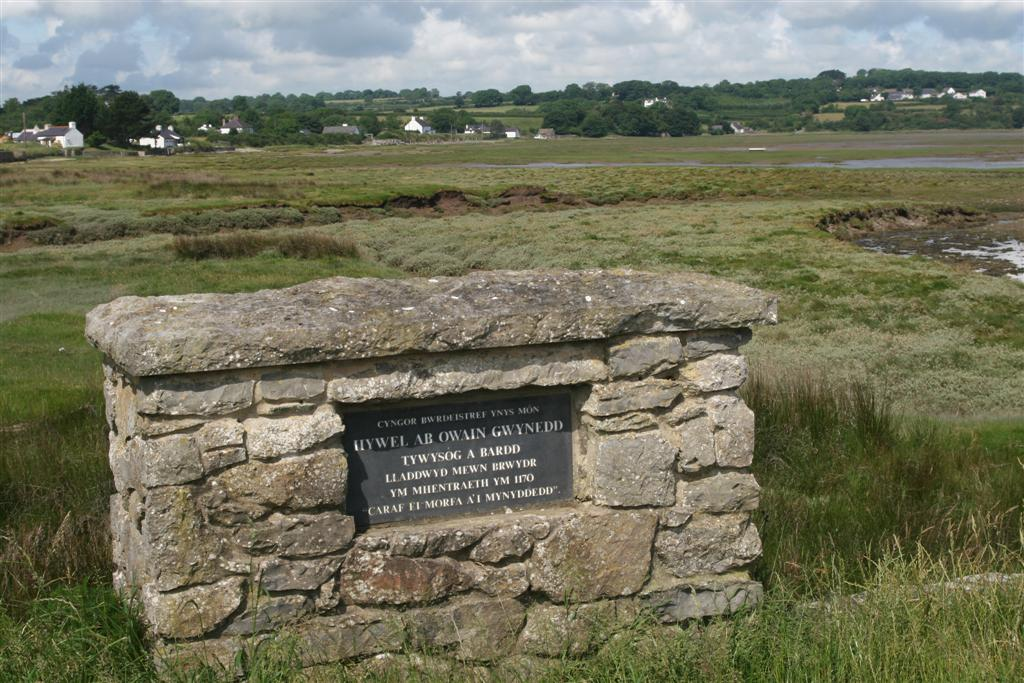
Gedenkstein für Hywel ab Owain bei Pentraeth auf Anglesey

Hywel ab Owain († 1170) war ein mittelalterlicher walisischer Herrscher über Ceredigion, der auch als Dichter bekannt wurde.
Er war der älteste uneheliche Sohn von Owain Gwynedd, König von Gwynedd, und dessen irischer Geliebten Ffynod (auch Pyfog genannt). Sein Vater übergab ihm 1139 die Herrschaft über das südliche Ceredigion, was zu einem fortgesetzten Konflikt mit seinem Onkel Cadwaladr ap Gruffydd führte, der über das nördliche Ceredigion und Meirionydd herrschte. 1143 konnte Hywel im Auftrag seines Vaters seinen Onkel aus Ceredigion vertreiben, doch söhnten sich die beiden Brüder im Folgejahr miteinander aus und Cadwaladr erhielt seine Besitzungen zurück. 1145 unternahm Hywel mit seinem Halbbruder Cynan einen erfolglosen Angriff auf Cardigan Castle, das sich in den Händen des anglonormannischen Lords Robert FitzStephen befand. Zusammen mit Cadell ap Gruffydd von Deheubarth eroberte er 1146 die Burgen von Carmarthen, Llansteffan und Wiston von den Anglonormannen. Im nächsten Jahr eroberte er wieder zusammen mit Cynan Meirionydd von seinem Onkel Cadwaladr. Nachdem Cadwaladr 1149 die Herrschaft über Ceredigion seinem Sohn Cadfan übergeben hatte, belagerte Hywel diesen in der Burg von Llanrhystud. Hywel konnte die Burg erobern und Cadfan gefangen nehmen, doch konnte er das Land nicht gegen Cadell ap Gruffydd und dessen Bruder Rhys ap Gruffydd halten, die als Fürsten von Deheubarth die rechtmäßigen Herrscher von Ceredigion waren und es bis 1153 eroberten. Nachdem er Ceredigion verloren hatte, unterstützte Hwyel seinen Vater 1157 bei Basingwerk bei der Abwehr des Feldzugs des englischen Königs Heinrich II. Nachdem sich sein Vater dem englischen König unterwerfen musste, unterstützte er 1159 eine englische Streitmacht im Kampf gegen Rhys ap Gruffydd, der inzwischen alleiniger Herrscher von Deheubarth geworden war. Über sein weiteres Leben ist wenig bekannt, bis es 1170 nach dem Tod Owain Gwynedds zu Erbfolgekriegen zwischen seinen Söhnen kam. Hywel fiel im gleichen Jahr in der Schlacht von Pentraeth auf der Insel Anglesey im Kampf gegen seine Halbbrüder Dafydd und Rhodri ab Owain. Er wurde in der Kathedrale von Bangor begraben.
Neben seinen militärischen Taten ist Hywel vor allem als Dichter bekannt. Er galt als einer der hervorragendsten Dichter seiner Zeit, da er sich keinen Einschränkungen wie die Hofbarden unterwerfen musste, und dichtete Liebesgedichte und Loblieder auf die Schönheit seiner Heimat. Acht seiner Gedichte sind erhalten.